# مدرسة الطب في جامعة فاندربيلت

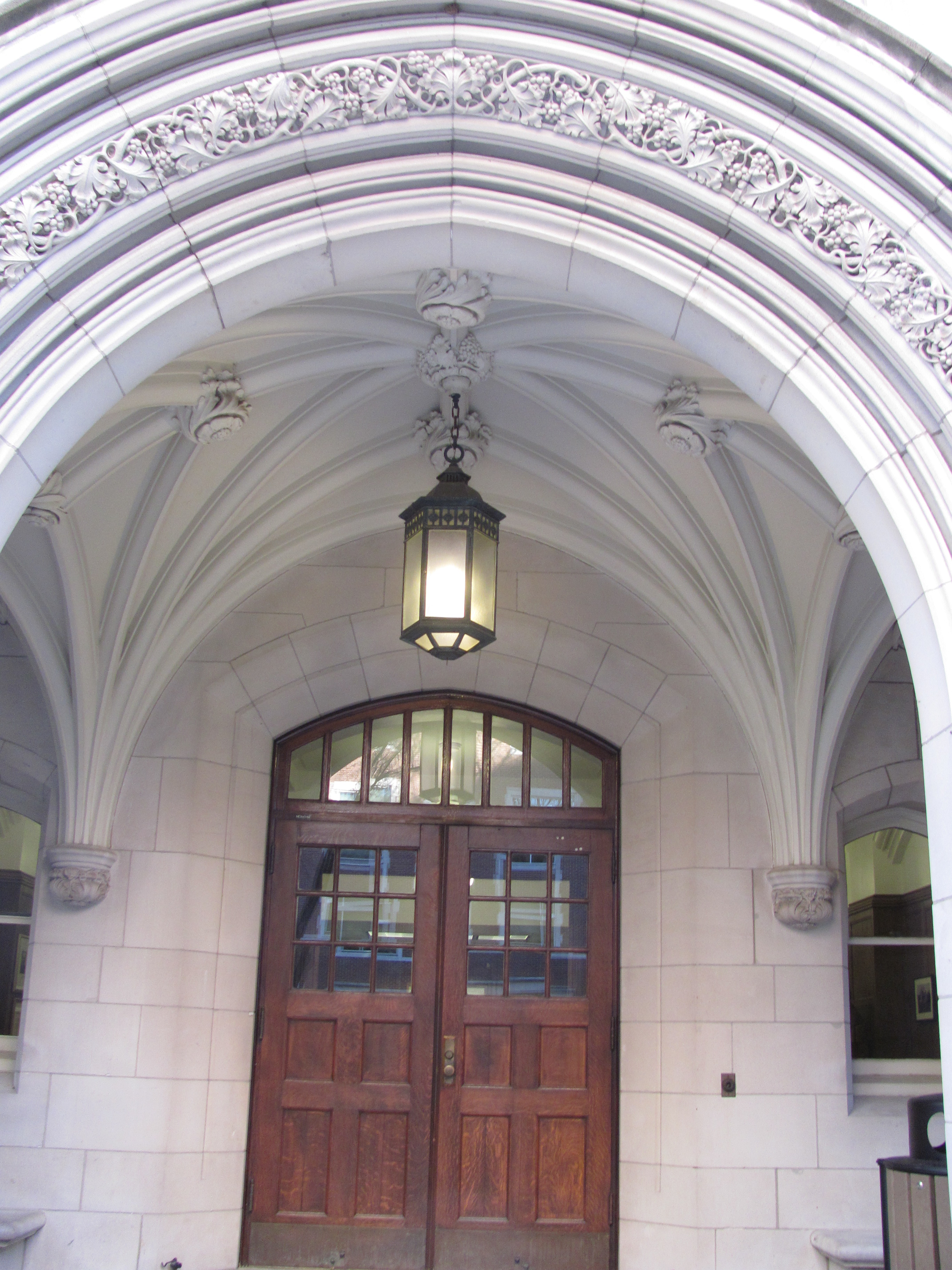
مدخل مدرسة الطب بجامعة فاندربيلت

مدرسة الطب في جامعة فاندربيلت (بالإنجليزية: Vanderbilt University School of Medicine)‏ هي إحدى الكليات لتدريس الطب في الولايات المتحدة الأمريكية. تقع في مدينة ناشفيل في ولاية تينيسي الأمريكية. نوع الشهادة الطبية التي يتم تحصيلها هناك هي دكتور في الطب.